# بيتي غلاد
بيتي غلاد (بالإنجليزية: Betty Glad)‏ هي عالمة سياسة أمريكية، ولدت في 1927، وتوفيت في 2 أغسطس 2010.